# 電車和巴士博物館

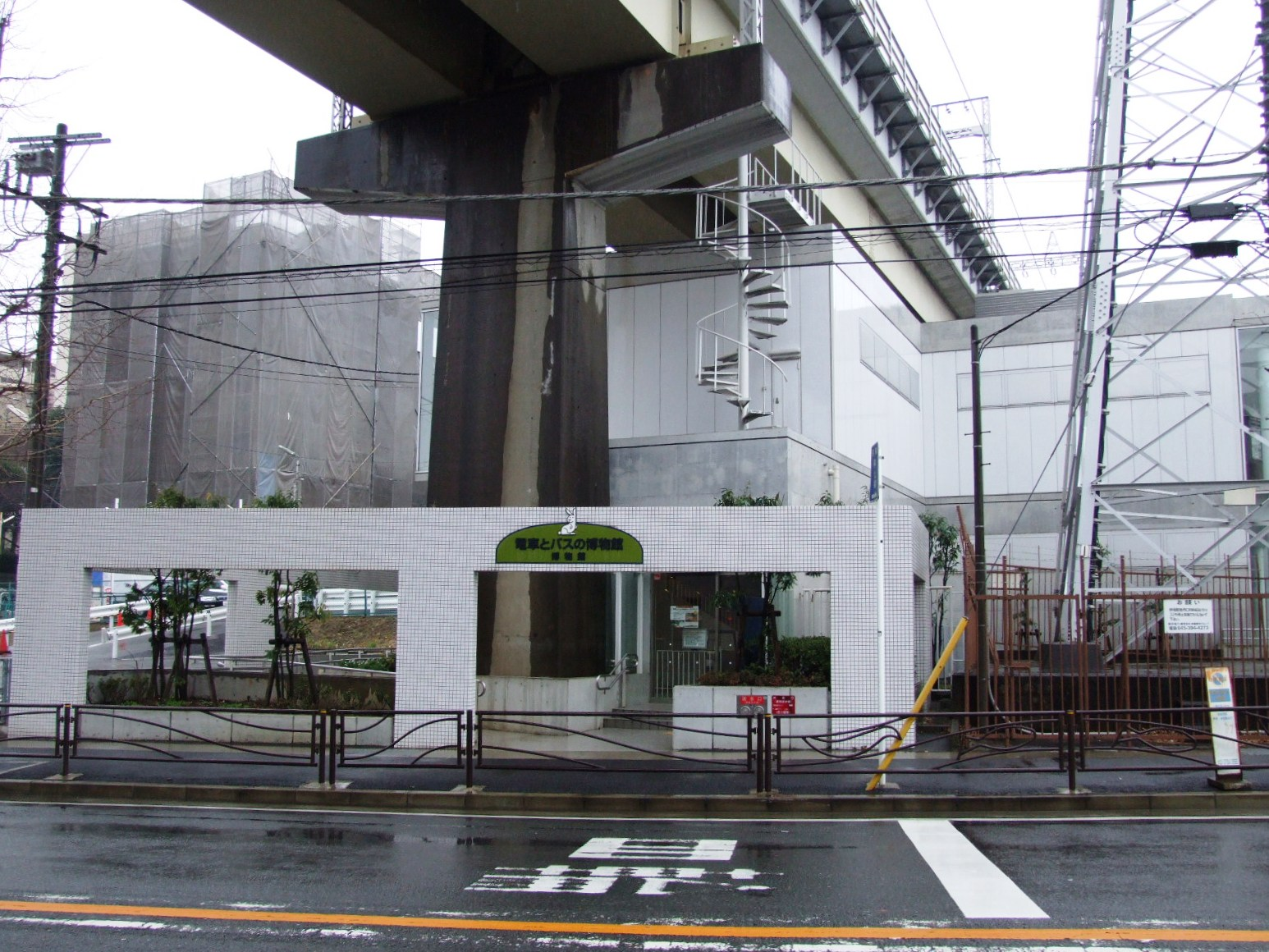

59°19′34″N 18°04′22″E / 59.32619°N 18.0729°E
電車和巴士博物館（日语：電車とバスの博物館、でんしゃとバスのはくぶつかん）是位於日本神奈川縣川崎市宮前區的一家由東急電鐵運營的博物館，位於田園都市線的高架下方，最近的車站是田園都市線宮崎台站。這座博物館開業於1982年4月3日。2015年9月27日後，電車和巴士博物館一度關閉進行整修。2016年2月19日，電車和巴士博物館重新開館。